# Франція на Європейських іграх 2015
Франція на перших Європейських іграх у Баку була представлена 245 атлетами.

## Медалісти
| Медаль | Спортсмен | Спорт                           | Дисципліна                              |
| ------ | --- | ------------------------------- | --------------------------------------- |
| Золото | Емілі Ту | Карате                          | До 55 кг (жінки)                        |
| Золото | Люсі Інас | Карате                          | До 61 кг (жінки)                        |
| Золото | Гвладіс Епанг                                                                                                 | Тхеквондо                       | Понад 67 кг (жінки)                     |
| Золото | Валеріан Совеплан                                                                                             | Стрільба                        | Гвинтівка з трьох положень (чоловіки)   |
| Золото | Ніколя Д'Оріано                                                                                               | Плавання                        | 1500 м вільним стилем (чоловіки)        |
| Золото | Іван Тревежо                                                                                                  | Фехтування                      | Індивідуальна шпага (чоловіки)          |
| Золото | Ніколя Д'Оріано                                                                                               | Плавання                        | 800 м вільним стилем (чоловіки)         |
| Золото | Іван Тревежо Яннік Борель Ронан Густі Даніель Жеран                                                           | Фехтування                      | Командна шпага (чоловіки)               |
| Золото | Емілі Андеоль                                                                                                 | Дзюдо                           | Понад 78 кг (жінки)                     |
| Золото | Жорі Доде | Велоспорт                       | BMX (чоловіки)                          |
| Золото | П'єр Дупра Алессандро Іді Луа Корваль Даві Лароз Сіріль Маре Луа П'єтрі Флорен Урані                          | Дзюдо                           | Команда (чоловіки)                      |
| Золото | Кларісс Агбеньєну Емілі Андеоль Латітья Бло Геврі Еман Аннабель Урані Марі Еве Гаї Маделін Малонга Отон Пав'я | Дзюдо                           | Команда (жінки)                         |
| Срібло | Стівен да Коста                                                                                               | Карате                          | До 67 кг (чоловіки)                     |
| Срібло | Сенді Скордо                                                                                                  | Карате                          | Індивідуальна ката (жінки)              |
| Срібло | Адріан Матен Симон Гозі Еммануель Лебессон                                                                    | Настільний теніс                | Команда (чоловіки)                      |
| Срібло | Лоренс Бріз                                                                                                   | Карате                          | Гвинтівка з трьох позицій, 50 м (жінки) |
| Срібло | Марін Журбер Жоель Вале                                                                                       | Гімнастика                      | Синхронний трамплін (жінки)             |
| Срібло | Луа Корваль                                                                                                   | Дзюдо                           | До 66 кг (чоловіки)                     |
| Срібло | Аннабель Орані                                                                                                | Дзюдо                           | До 52 кг (жінки)                        |
| Срібло | Паулін Майо                                                                                                   | Плавання                        | 50 м кролем на спині (жінки)            |
| Срібло | Гаель Гебе Жулі Гвін Хлое Жубено Жеромін Мпа                                                                  | Фехтування                      | Командна рапіра (жінки)                 |
| Срібло | Соф'ян Уміа                                                                                                   | Бокс                            | До 60 кг (жінки)                        |
| Срібло | Естель Мосселі                                                                                                | Бокс                            | До 60 кг (жінки)                        |
| Срібло | Одрі Фонтен Гаетан Міттельхайссер                                                                             | Бадмінтон                       | Двійки (змішані)                        |
| Срібло | Магалі Поттьї                                                                                                 | Велоспорт                       | BMX (жінки)                             |
| Бронза | Алессандра Рекшіа                                                                                             | Карате                          | До 50 кг (жінки)                        |
| Бронза | Тарі Белмадані                                                                                                | Боротьба                        | До 59 кг, греко-римська (чоловіки)      |
| Бронза | Мелонін Ноумонві                                                                                              | Боротьба                        | До 98 кг, греко-римська (чоловіки)      |
| Бронза | Сиріл Карр | Веслування на байдарках і каное | K1 5000 м (чоловіки)                    |
| Бронза | Алесіс Жандар                                                                                                 | Ниряння у воду                  | Платформа 10 м (чоловіки)               |
| Бронза | Сара Локо | Самбо                           | До 64 кг (жінки)                        |
| Бронза | Селін Конд | Самбо                           | До 68 кг (жінки)                        |
| Бронза | Антоні Терра Люсі Анастасью                                                                                   | Стрільба                        | Скіт (змішані)                          |
| Бронза | Нолвенн Герв                                                                                                  | Плавання                        | 50 м брасом (жінки)                     |
| Бронза | Даніель Жеран                                                                                                 | Фехтування                      | Індивідуальна шпага (чоловіки)          |
| Бронза | Маулін Майо                                                                                                   | Плавання                        | 100 м кролем на спині (жінки)           |
| Бронза | Метью Марсо                                                                                                   | Плавання                        | 200 м батерфляєм (чоловіки)             |
| Бронза | Жен-Пул Тоні-Хенісі                                                                                           | Фехтування                      | Індивідуальна рапіра (чоловіки)         |
| Бронза | Марго Ріфкіс                                                                                                  | Фехтування                      | Індивідуальна шабля (жінки)             |
| Бронза | Тоні Йока | Бокс                            | Понад 91 кг (чоловіки)                  |
| Бронза | Луа П'єтрі | Дзюдо                           | До 81 кг (чоловіки)                     |
| Бронза | Кларісс Агбеньєну                                                                                             | Дзюдо                           | До 63 кг (жінки)                        |
| Бронза | Сіріль Маре                                                                                                   | Дзюдо                           | До 100 кг (чоловіки)                    |